# Liste der Kardinalskreierungen Clemens’ VIII.

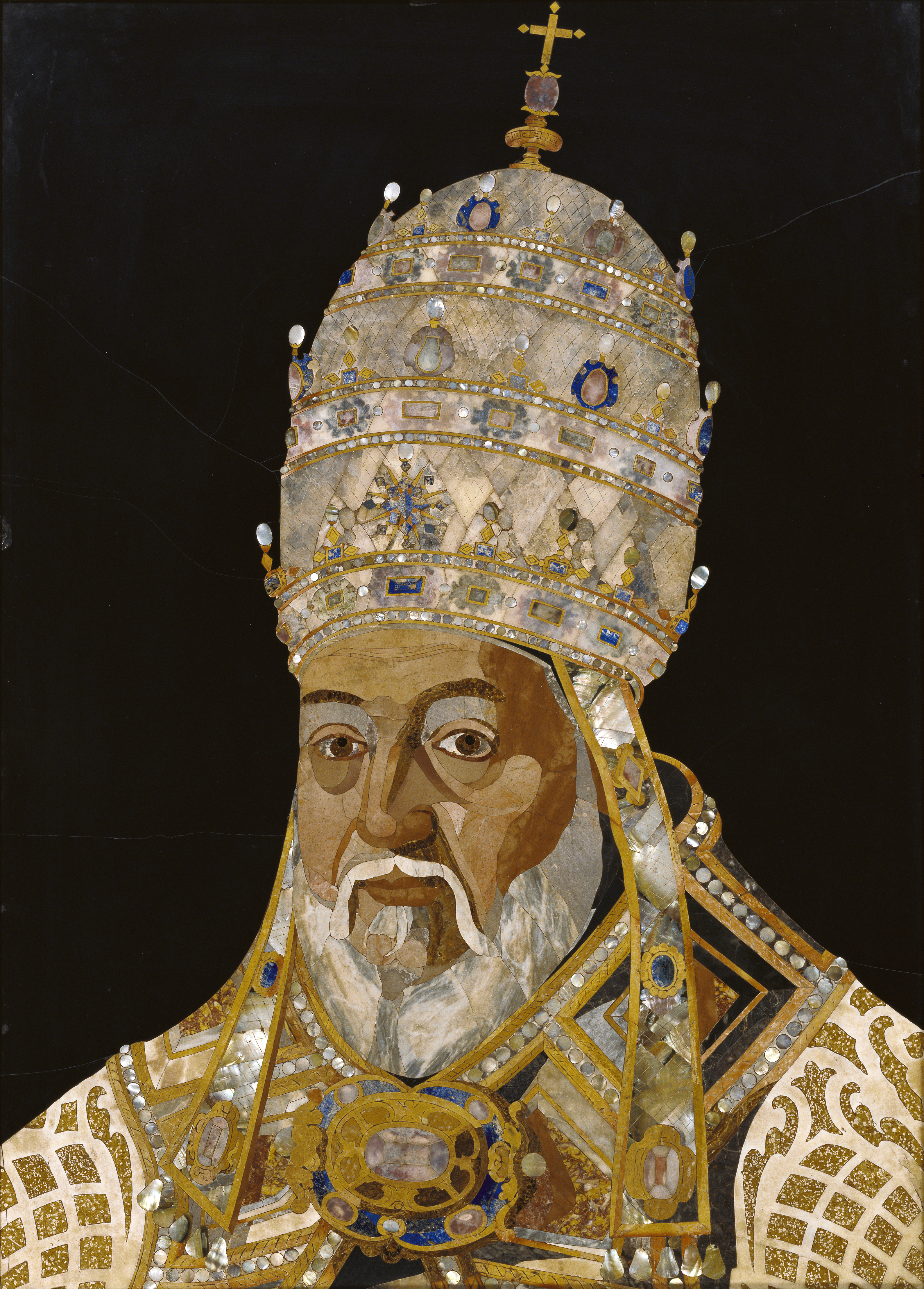
Clemens VIII.

Papst Clemens VIII. kreierte im Verlauf seines Pontifikates folgende Kardinäle:

## 17. September 1593
- Lucio Sassi
- Francisco Toledo SJ
- Pietro Aldobrandini
- Cinzio Passeri Aldobrandini

## 5. Juni 1596
- Silvio Savelli
- Lorenzo Priuli
- Francesco Maria Tarugi CO
- Ottavio Bandini
- Francesco Cornaro
- Anne de Pérusse Escars de Givry OSB
- Gian Francesco Biandrate di San Giorgio Aldobrandini
- Camillo Borghese, später Papst Paul V.
- Cesare Baronio CO
- Lorenzo Bianchetti
- Francisco de Ávila
- Fernando Niño de Guevara
- Bartolomeo Cesi
- Francesco Mantica
- Pompeio Arrigoni
- Andrea Baroni Peretti Montalto

## 18. Dezember 1596
- Philipp von Bayern

## 3. März 1599
- Bonifazio Bevilacqua
- Bernardo de Rojas y Sandoval
- Alfonso Visconti
- Domenico Toschi
- Arnaud d’Ossat
- Paolo Emilio Zacchia
- Franz Xaver von Dietrichstein
- Silvio Antoniano
- Roberto Bellarmino SJ
- Bonviso Bonvisi
- François d’Escoubleau de Sourdis
- Alessandro d’Este
- Giovanni Battista Deti

## 17. September 1603
- Silvestro Aldobrandini

## 9. Juni 1604
- Séraphin Olivier-Razali
- Domenico Ginnasi
- Antonio Zapata y Cisneros
- Filippo Spinelli
- Carlo Conti
- Bernard Maciejowski
- Carlo Gaudenzio Madruzzo
- Jacques-Davy Duperron
- Innocenzo del Bufalo-Cancellieri
- Giovanni Dolfin
- Giacomo Sannesio
- Erminio Valenti
- Girolamo Agucchi
- Girolamo Pamphilij
- Ferdinando Taverna
- Anselmo Marzato OFMCap
- Giovanni Doria
- Carlo Emmanuele Pio di Savoia